# 蒙米雷堡
蒙米雷堡（法語：Montmirey-le-Château，法語發音：[mɔ̃miʁɛ lə ʃato]）是法国汝拉省的一个市镇，位于该省北部，属于多勒区。

## 地理
蒙米雷堡（47°13'24"N, 5°32'4"E）面积8.02 平方千米，位于法国勃艮第-弗朗什-孔泰大區汝拉省，该省份为法国东部内陆省份，北起上索恩省，西北接科多尔省，西临索恩-卢瓦尔省，南至安省，东与杜省和瑞士接壤。
与蒙米雷堡接壤的市镇（或旧市镇、城区）包括：达马尔坦-马尔潘、奥夫朗日、布朗、尚帕涅、穆瓦塞、蒙米雷城、潘特尔。

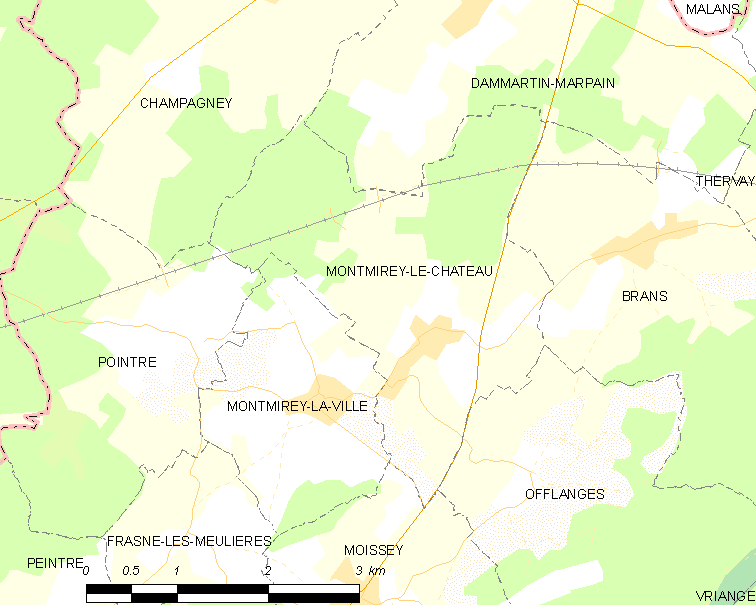
蒙米雷堡的OSM定位图

蒙米雷堡的时区为UTC+01:00、UTC+02:00（夏令时）。

## 行政
蒙米雷堡的邮政编码为39290，INSEE市镇编码为39361。

## 政治
蒙米雷堡所属的省级选区为欧蒂姆县。

## 人口

1962-2008年间蒙米雷堡人口变化图示

蒙米雷堡于2022年1月1日时的人口数量为197人。